# Taça Brasil
Ne doit pas être confondu avec Coupe du Brésil de football.
Taça Brasil, qui signifie Trophée brésilien, est une compétition de football au Brésil qui s’est disputée avant la création du Championnat du Brésil de football. C’était la compétition la plus importante au Brésil, elle peut être comparée au championnat du Brésil actuel, même si la formule est différente (type « coupe » avec élimination par matches aller et retour).
De 1959 à 1968, le vainqueur de la Taça Brasil devenait, la saison suivante, le représentant du Brésil pour la Copa Libertadores. 

## Histoire
Le Campeonato Brasileiro Série A est né en 1971, bien que le Tournoi Roberto Gomes Pedrosa et le Taça Brasil, ancêtres du championnat brésilien de football, aient été organisés pour choisir les équipes qui représenteront le Brésil dans les compétitions organisées par la CONMEBOL. 
Les compétitions qui attribuent le titre de champion du Brésil sont donc la Taça Brazil, Torneio Roberto Gomes Pedrosa et Serie A. En 2010, le CBF a promu l'unification des titres de champions brésilien bien que différenciant les compétitions (organisées par différentes fédérations) avec le nom d'origine en la liste officielle des gagnants délivré par la même fédération principale.

## Palmarès
| 1959 Détails | EC Bahia             | 3 - 2 0 - 2 3 - 1 | Santos FC            | Vasco da Gama | Grêmio        |
| 1960 Détails | Palmeiras            | 3 - 1 8 - 2       | Fortaleza EC         | Fluminense    | Santa Cruz    |
| 1961 Détails | Santos FC            | 1 - 1 5 - 1       | EC Bahia             | América       | Náutico       |
| 1962 Détails | Santos Futebol Clube | 4 - 3 1 - 3 5 - 0 | Botafogo             | Sport Recife  | Internacional |
| 1963 Détails | Santos Futebol Clube | 6 - 0 2 - 0       | EC Bahia             | Grêmio        | Botafogo      |
| 1964 Détails | Santos Futebol Clube | 4 - 1 0 - 0       | Flamengo             | Palmeiras     | Ceará SC      |
| 1965 Détails | Santos Futebol Clube | 5 - 1 1 - 0       | Vasco da Gama        | Palmeiras     | Náutico       |
| 1966 Détails | Cruzeiro             | 6 - 2 3 - 2       | Santos Futebol Clube | Fluminense    | Náutico       |
| 1967 Détails | Palmeiras            | 3 - 1 1 - 2 2 - 0 | Náutico              | Grêmio        | Cruzeiro      |
| 1968 Détails | Botafogo             | 2 - 2 4 - 0       | Fortaleza EC         | Cruzeiro      | Náutico       |

## Meilleurs buteurs
- 1959 - Léo[Lequel ?] (EC Bahia) - 8 buts
- 1960 - Bececê (Fortaleza EC) - 7 buts
- 1961 - Pelé (Santos FC) - 9 buts
- 1962 - Coutinho (Santos FC) - 7 buts
- 1963 - Pelé (Santos FC) et Ruiter (Confiança) - 12 buts
- 1964 - Pelé (Santos FC) - 7 buts
- 1965 - Bitá (Náutico Capibaribe) - 9 buts
- 1966 - Bitá (Náutico Capibaribe) et Toninho Guerreiro (Santos FC) - 10 buts
- 1967 - Chiclete (Treze Futebol Clube) - 6 buts
- 1968 - Ferretti (Botafogo FR) - 7 buts